# کنتون (اکلاهما)
کنتون، اکلاهما (به انگلیسی: Kenton) یک منطقه سرشماری شده در ایالات متحده آمریکا است که در شهرستان سیمران، اکلاهما واقع شده‌است.

## خصوصیات
کنتون ۱٫۸۵ کیلومترمربع مساحت و ۱۷ نفر جمعیت دارد و ۱٬۳۱۹٫۸ متر بالاتر از سطح دریا واقع شده‌است.

## نگارخانه

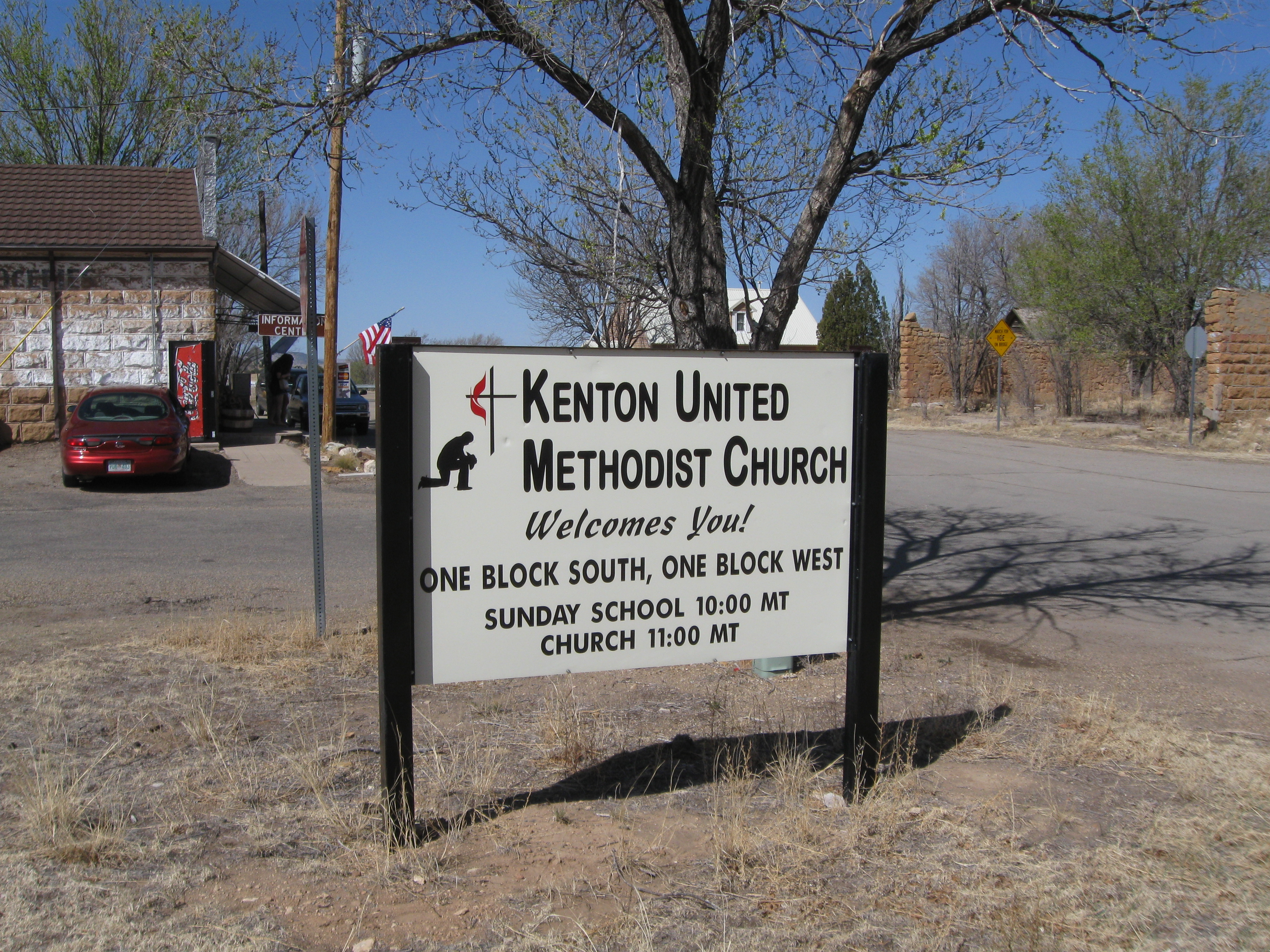
Sign in Kenton showing Mountain Time, March 2009
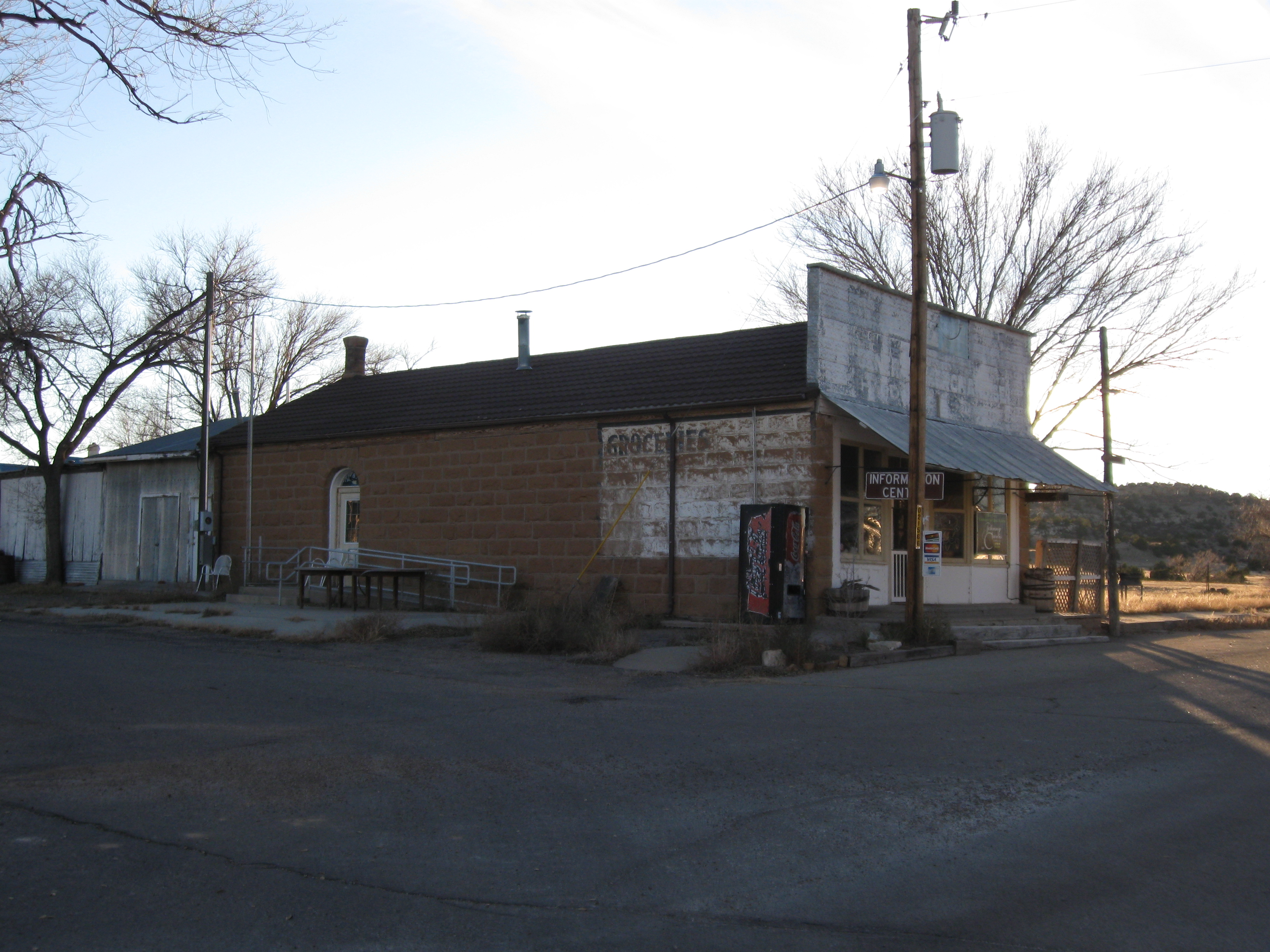
Kenton Merc as of November 2011
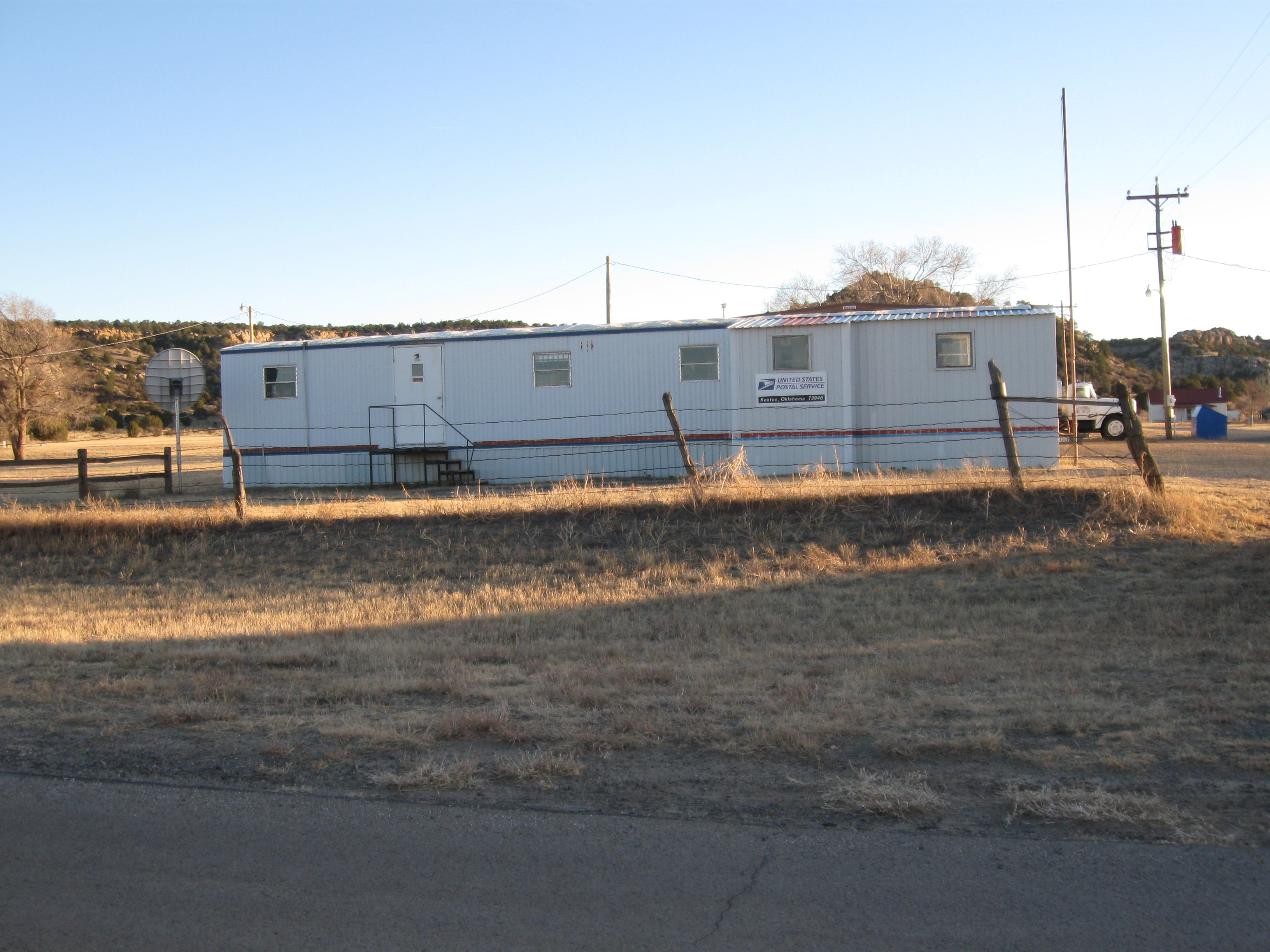
Kenton post office, November 2011
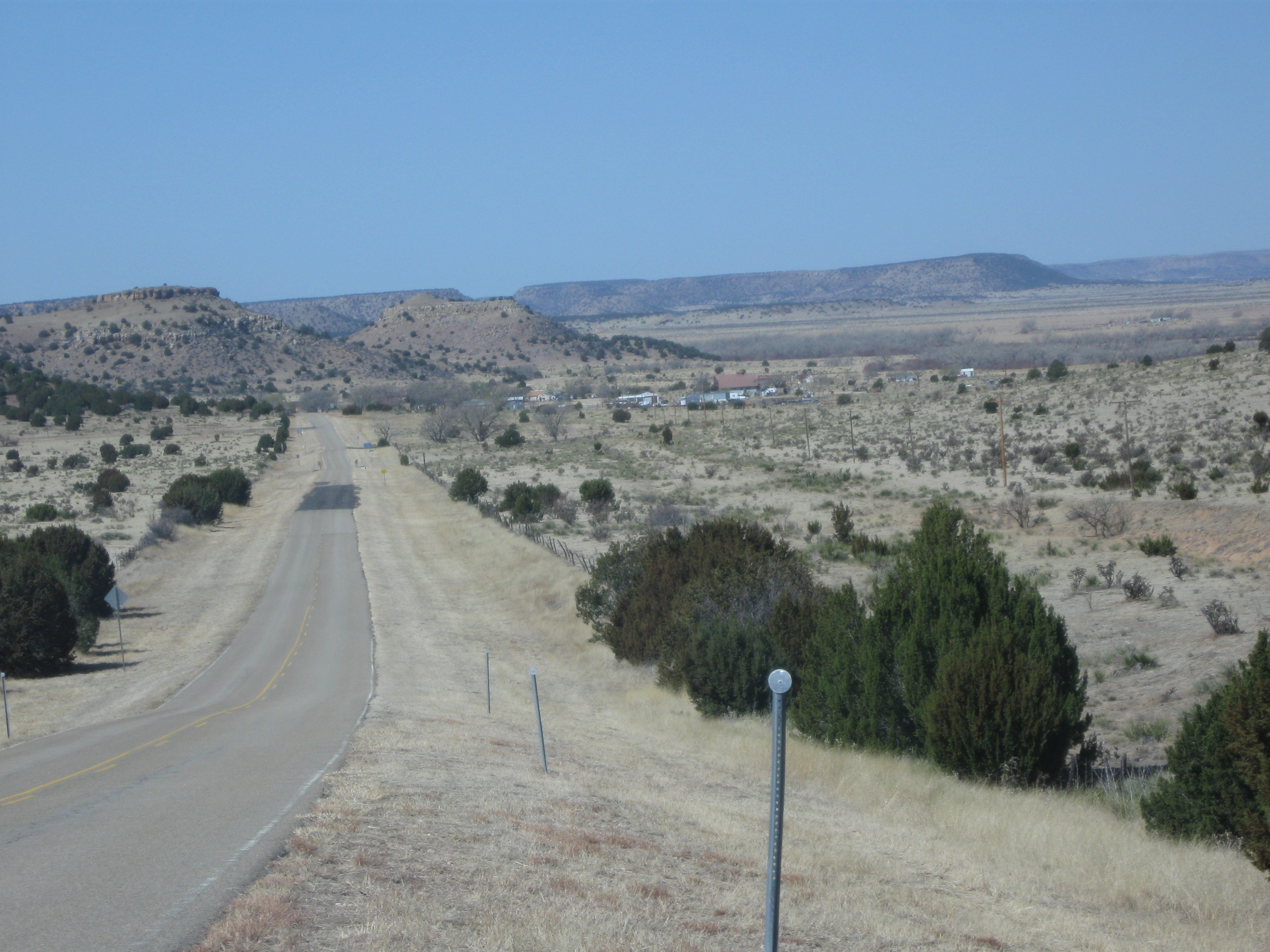
Kenton, Oklahoma, looking west, March 2009
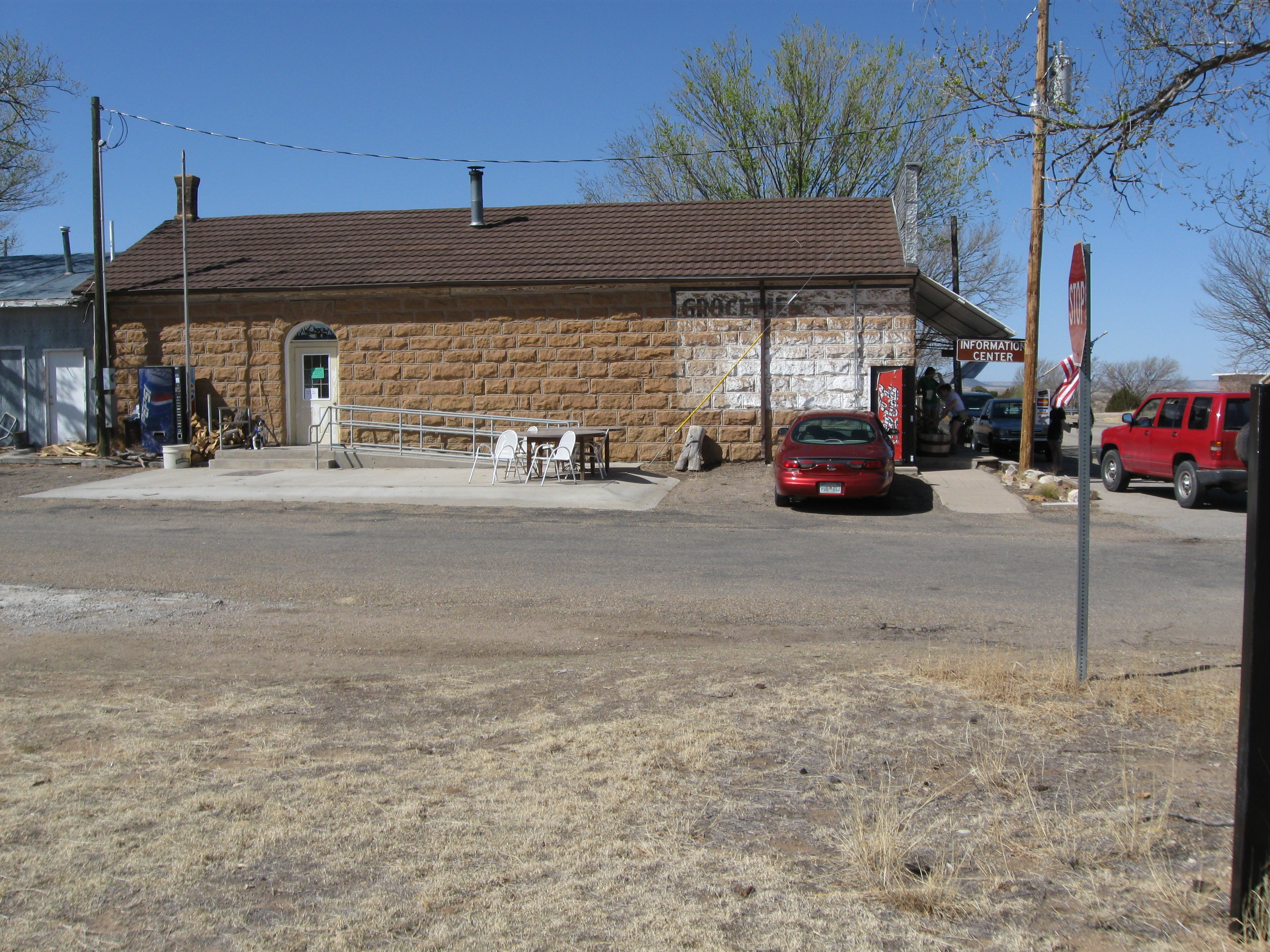
Kenton Merc, looking west, March 2009
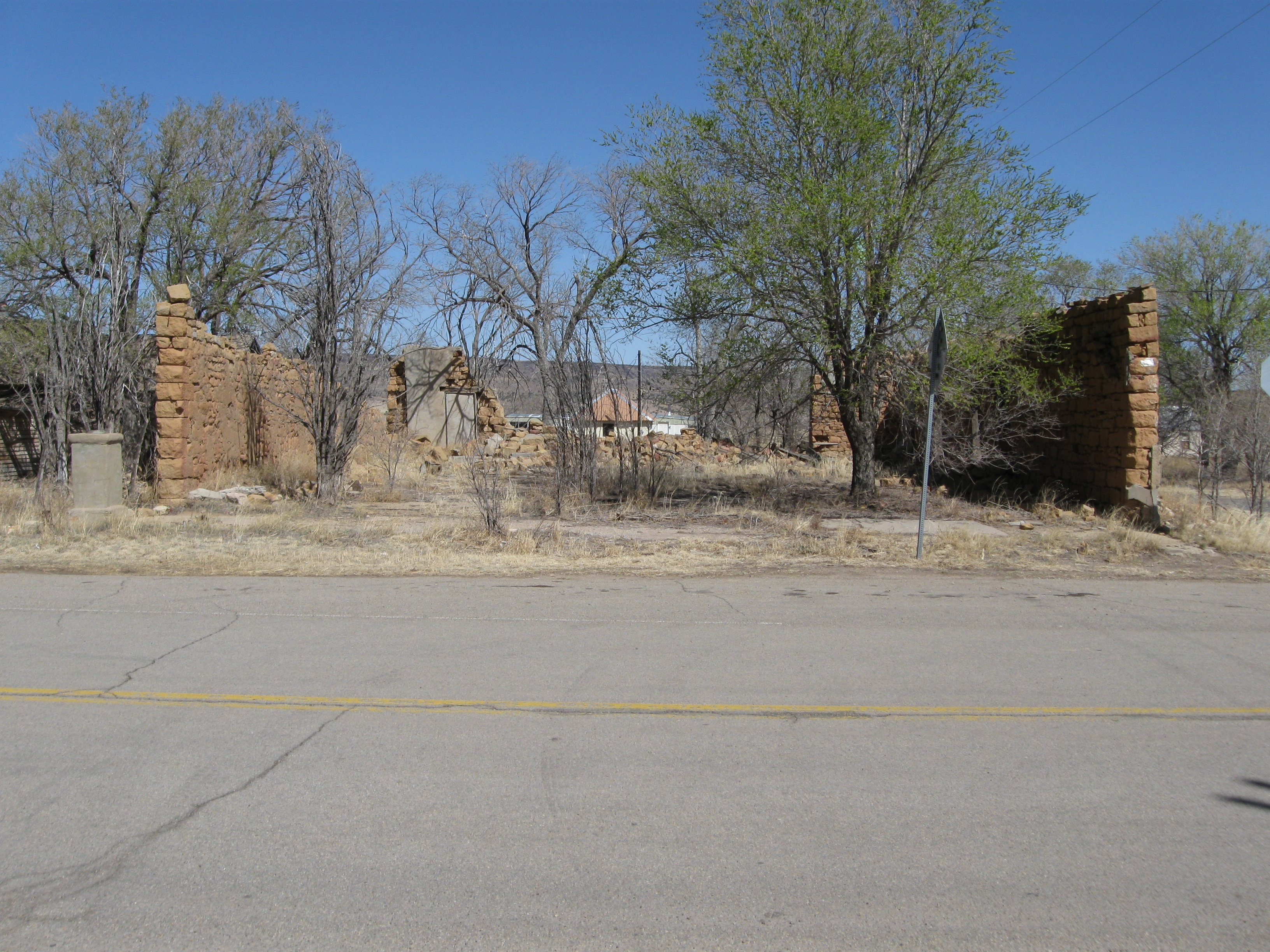
Ruins in Kenton, March 2009